# Calai
Calai é uma cidade e município da província do Cubango, em Angola.
Tem 7 865 km² e cerca de 90 mil habitantes. É limitado a norte pelo município de Mavengue, a leste pelos municípios de Mavengue e Dirico, a sul pela República da Namíbia, e a oeste pelo município de Cuangar.
O município é constituído apenas pela comuna-sede. Anteriormente seu território continha as comunas de Maue e Mavengue.
Forma uma aglomeração transfronteiriça, somente separada pelo rio Cubango, com a cidade de Rundu, na Namíbia.

## Infraestrutura
A cidade dispõe de um campus da Universidade Cuito Cuanavale.